# Престон (Мериленд)
Престон (енгл. Preston) град је у америчкој савезној држави Мериленд.

## Демографија
По попису из 2010. године број становника је 719, што је 153 (27,0%) становника више него 2000. године.
| Група             | 2000.       | 2010.       |
| Белци             | 526 (92,9%) | 636 (88,5%) |
| Афроамериканци    | 27 (4,8%)   | 45 (6,3%)   |
| Азијати           | 8 (1,4%)    | 8 (1,1%)    |
| Хиспаноамериканци | 0 (0,0%)    | 7 (1,0%)    |
| Укупно            | 566         | 719         |